# New Canton, Illinois
New Canton là một thị trấn thuộc quận Pike, tiểu bang Illinois, Hoa Kỳ. Năm 2010, dân số của thị trấn chưa hợp nhất này là 359 người.

## Dân số
Dân số qua các năm:
- Năm 2000: 417 người.
- Năm 2010: 359 người.